# Йя Симби, Ними
Ними Йя Симби (порт. Nimi Ya Simbi; 9 августа 1951, Бембе, Португальская Ангола), также Ними А Симби (порт. Nimi A Simbi) — ангольский политик, активный сторонник Холдена Роберто, с 2021 — председатель (президент) национал-консервативной партии ФНЛА. Известен также как преподаватель вузов и специалист по психологии труда.

## Психолог и преподаватель
Родился в семье портного, был старшим из шестерых детей. Этнический баконго из провинции Уиже. В 1961, когда в Анголе началась война за независимость, семья перебралась в Конго (Леопольдвиль) — впоследствии Заир, ныне ДР Конго. Вначале Симби обосновался в Матади, где проживали многие ангольцы-баконго. Затем переехал в Кисангани.
Окончил факультет психологии Университета Кисангани. Специализируется на психологии труда, имеет учёную степень магистра и звание профессора. Преподавал психологию в Университете Кисангани. После возвращения в Анголу работал в Университете Агостиньо Нето, создал кафедру психологии на факультете социальных наук. Координировал программу просвещения по борьбе со СПИДом и ангольские проекты ПРООН. Женат, имеет четверых детей.

## Соратник Холдена Роберто
По воспоминаниям Ними Йя Симби, в юности он не интересовался политикой, предпочитая футбол — хотя многие баконго в Матади активно поддерживали национал-консервативное движение ФНЛА и его лидера Холдена Роберто. Ними Йя Симби вступил в ФНЛА в 1979, под влиянием студентов Университета Кисангани. Быстро стал активным сторонником Холдена Роберто, полностью разделял его консервативно-националистические и антикоммунистические взгляды. В гражданской войне Симби участия не принимал (к тому времени ЭЛНА потерпела полное поражение), но стал видной фигурой аппарата ФНЛА.
После политических реформ начала 1990-х, перехода к многопартийности и легализации ФНЛА Симби возвратился в Анголу вместе с Роберто. Некоторое время был генеральным секретарём ФНЛА. Неуклонно проводил политический курс Роберто. При внутрипартийном расколе 2000-х Ними Йя Симби поддержал Нголу Кабангу — сторонника Роберто — против Лукаса Нгонды Бенги, критиковавшего Роберто и выступавшего за договорённости с правящей МПЛА. После смерти Роберто в 2007 Симби занимал пост вице-президента ФНЛА при президенте Кабангу. На парламентских выборах 2008 был избран депутатом Национальной ассамблеи, но потерял мандат на выборах 2012. Около десятилетия консультировал министерство труда и соцобеспечения. В период руководства Нгонды Бенги — с 2011 по 2021 — поддерживал Кабангу. Оставался в принципиальной оппозиции МПЛА, Жозе Эдуарду душ Сантушу и Жуану Лоренсу.

## Лидер ФНЛА
Внутрипартийный раскол ФНЛА был формально преодолён на V съезде. 19 сентября 2021 председателем (президентом) партии избран Ними Йя Симби. При голосовании он опередил Лукаса Нгонду Бенги, Фернанду Педру Гомеша, Триштана Эрнешту и Карлитуша Роберто — сына Холдена Роберто. Кабангу и Нгонда Бенги от лица своих групп признали это решение, декларировали примирение и демонстративно выразили поддержку новому лидеру ФНЛА. Многие партийные руководители и активисты выражали сомнения в надёжности достигнутой консолидации. Со своей стороны, Симби назвал своей миссией «примирение братьев».
Ними Йя Симби объявил, что намерен следовать традиционным ценностям ФНЛА и заветам Холдена Роберто. Он напомнил партийный девиз: Liberdade e Terra — Свобода и земля. По его словам, принципы ФНЛА — демократия и принадлежность ангольской земли ангольскому народу — всегда были основой противоречий с МПЛА. Главной проблемой страны Симби назвал массовую бедность, нищету, угрозу голода: «Ангольцы, собаки и кошки вынуждены питаться вместе». Также он поставил перед собой задачу максимально активизировать ФНЛА, укрепить оргструктуру, развернуть информационную кампанию.
Перед выборами 2022 Ними Йя Симби возглавил партийный список ФНЛА, тем самым выдвинув свою кандидатуру в президенты Анголы. Он дистанцировался от участия в оппозиционных коалициях с УНИТА и другими партиями. При голосовании 24 августа 2022 ФНЛА поддержали около 65 тысяч избирателей, что составило 1,05 %. Электоральный рост незначительным (на выборах 2017 ФНЛА получил немногим более 61 тысячи голосов, что составило 0,93 %), но избирательная система позволила увеличить парламентское представительство с 1 до 2 мандатов. Одним из депутатов от ФНЛА стал Ними Йя Симби.
31 марта 2022 Ними Йя Симби, наряду с Адалберту Кошта Жуниором (президент УНИТА) и Жорже Валентином (ветеран УНИТА и Обновлённой УНИТА), получил статус советника президента Анголы.